# Райони Казахстану
Адміністративно Казахстан поділений на 160 сільських та 15 міських районів. Найбільший за площею район (12590 людей, 2010 р.) — Улитавський район Карагандинської області. Територія району складає 122,9 тис. км². Район із найменшим населенням — Коргалжинський район (9855 людей, 2010 р.). Найзаселеніший і найменший за площею район (1,1 тис. км²) — Сайрамський район Туркестанської області. Чисельність населення 319612 людей (станом на 1 липня 2014 року).

## Акмолинська область
17 сільських районів:
1. Аккольський район — Акколь
2. Аршалинський район — Аршали
3. Астраханський район — Астраханка
4. Атбасарський район — Атбасар
5. Буландинський район — Макінськ
6. Бурабайський район — Щучинськ
7. Єгіндикольський район — Єгіндиколь
8. Єнбекшильдерський район — Свобода
9. Єрейментауський район — Єрейментау
10. Єсільский район — Єсіль
11. Жаксинський район — Жакси
12. Жаркаїнський район — Державінськ
13. Зерендинський район — Зеренда
14. Коргалжинський район — Коргалжин
15. Сандиктауський район — Балкашино
16. Цілиноградський район — Акмол
17. Шортандинський район — Шортанди

## Актюбинська область
Райони:
1. Алгинський район — місто Алга
2. Айтекебійський район — село Темірбека Жургенова
3. Байганинський район — село Карауилкелди
4. Каргалинський район — поселення Бадамша
5. Хобдинський район — аул Кобда
6. Мартуцький район — село Мартук
7. Мугалжарський район — місто Кандиагаш
8. Уїльський район — село Уїл
9. Темірський район — місто Шубаркудук
10. Хромтауський район — місто Хромтау
11. Шалкарський район — місто Шалкар
12. Іргізький район — село Іргіз

## Алматинська область
Область розділена на 16 районів:
1. Алакольський район — Ушарал
2. Балхаський район — Баканас
3. Каратальський район — Уштобе
4. Аксуський район — Жансугуров
5. Саркандський район — Сарканд
6. Коксуський район — Балпик
7. Єскельдинський район — Карабулак
8. Кербулацький район — Сариозек
9. Панфіловський район — Жаркент
10. Жамбильський район — Узинагаш
11. Ілійський район — Отеген-батира
12. Карасайський район — Каскелен
13. Талгарський район — Талгар
14. Єнбекшиказахський район — Єсік
15. Уйгурський район — Чунджа
16. Райимбецький район — Кеген

## Атирауська область
Область поділена на 7 районів:
1. Жилиойський район — Кульсари
2. Індерський район — Індерборський
3. Ісатайський район — Аккістау
4. Кзилкогинський район — Міяли
5. Курмангазинський район — Ганюшкіно
6. Макатський район — Макат
7. Махамбетський район — Махамбет

## Східно-Казахстанська область
В складі області 15 районів та 6 міст обласного значення:
1. Абайський район — центр село Карааул
2. Аягозький район — місто Аягоз
3. Бескарагайський район — село Бескарагай
4. Бородуліхинський район — село Бородуліха
5. Глибоківський район — поселення Глибоке
6. Жарминський район — село Калбатау
7. Зайсанський район — місто Зайсан
8. Алтайський район — місто Алтай
9. Катон-Карагайський район — село Улькен-Нарин
10. Кокпектинський район — село Кокпекти
11. Курчумський район — село Курчум
12. Тарбагатайський район — село Акжар
13. Уланський район — поселення Молодіжне
14. Урджарський район — село Урджар
15. Шемонаїхинський район — місто Шемонаїха

## Жамбильська область
В області 10 районів:
1. Байзацький район — село Сарикемер
2. Жамбильський район — село Асса
3. Жуалинський район — село Бауиржан Момишули
4. Кордайський район — село Кордай
5. Меркенський район — село Мерке
6. Мойинкумський район — село Мойинкум
7. Рискуловський район — село Кулан
8. Сарисуський район — місто Жанатас
9. Таласький район — місто Каратау
10. Шуський район — село Толе-бі

## Західно-Казахстанська область
Область складається з 12 районів:
1. Таскалинський район — село Таскала
2. Зеленівський район — село Перемітне
3. Теректинський район — село Федоровка
4. Бурлінський район — місто Аксай
5. Чингірлауський район — село Чингірлау
6. Жанібецький район — село Жанібек
7. Казталовський район — село Казталовка
8. Акжаїцький район — село Чапаєв
9. Сиримський район — аул Жимпіти
10. Каратобинський район — село Каратобе
11. Бокейординський район — село Сайхін
12. Жангалинський район — село Жангала

## Карагандинська область
1. Абайський район — Абай
2. Бухар-Жирауський район — Ботакара
3. Актогайський район — Актогай
4. Шетський район — Аксу-Аюли
5. Нуринський район — Нура
6. Осакаровський район — Осакаровка
7. Каркаралінський район — Каркаралінськ
8. Улитауський район — Улитау
9. Жанааркинський район — Атасу

## Костанайська область
1. Алтинсаринський район — село Убаганське
2. Амангельдинський район — село Амангельди
3. Аулієкольський район — село Аулієколь
4. Денисовський район — село Денисовка
5. Джангельдинський район — село Торгай
6. Житікаринський район — місто Житікара
7. Камистинський район — село Камисти
8. Карабалицький район — поселення Карабалик
9. Карасуський район — село Карасу
10. Костанайський район — селище Тобил
11. Мендикаринський район — селище Боровський
12. Наурзумський район — село Караменди
13. Сарикольський район — селище Сариколь
14. Район Беїмбета Майліна — село Айєт
15. Узункольський район — село Узунколь
16. Федоровський район — селище Федоровка